# Lista över fornlämningar i Piteå kommun
Lista över fornlämningar i Piteå kommun är en förteckning av ett urval av de fornlämningar som finns i Piteå kommun.

## Hortlax
| Namn                          | Lämningstyp                 | Tillkomsttid | Historisk indelning | Plats | Läge                 | ID-nr          | Bild                                      |
| ----------------------------- | --------------------------- | ------------ | ------------------- | ----- | -------------------- | -------------- | ----------------------------------------- |
| Hortlax 10:1                  | Gravfält                    |              | Hortlax, Norrbotten |       | 65.293057, 21.352532 | 10017000100001 | Ladda upp en bild av detta fornminne      |
| Hortlax 33:1                  | Röse                        |              | Hortlax, Norrbotten |       | 65.185479, 21.372252 | 10017000330001 | Ladda upp en bild av detta fornminne      |
| Hortlax 33:2                  | Röse                        |              | Hortlax, Norrbotten |       | 65.185546, 21.371858 | 10017000330002 | Ladda upp en bild av detta fornminne      |
| Hortlax 34:1                  | Stensättning                |              | Hortlax, Norrbotten |       | 65.180184, 21.354740 | 10017000340001 | Ladda upp en till bild av detta fornminne |
| Hortlax 42:1                  | Stensättning                |              | Hortlax, Norrbotten |       | 65.192267, 21.375362 | 10017000420001 | Ladda upp en bild av detta fornminne      |
| Hortlax 43:1                  | Röse                        |              | Hortlax, Norrbotten |       | 65.186782, 21.379886 | 10017000430001 | Ladda upp en bild av detta fornminne      |
| Hortlax 47:1                  | Röse                        |              | Hortlax, Norrbotten |       | 65.248379, 21.332722 | 10017000470001 | Ladda upp en bild av detta fornminne      |
| Hortlax 48:1                  | Röse                        |              | Hortlax, Norrbotten |       | 65.142205, 21.495865 | 10017000480001 | Ladda upp en bild av detta fornminne      |
| Hortlax 50:1                  | Röse                        |              | Hortlax, Norrbotten |       | 65.143507, 21.492010 | 10017000500001 | Ladda upp en bild av detta fornminne      |
| Hortlax 50:2                  | Röse                        |              | Hortlax, Norrbotten |       | 65.143261, 21.492579 | 10017000500002 | Ladda upp en bild av detta fornminne      |
| Hortlax 50:3                  | Röse                        |              | Hortlax, Norrbotten |       | 65.143175, 21.492710 | 10017000500003 | Ladda upp en bild av detta fornminne      |
| Hortlax 50:4                  | Röse                        |              | Hortlax, Norrbotten |       | 65.143102, 21.492481 | 10017000500004 | Ladda upp en bild av detta fornminne      |
| Hortlax 50:5                  | Röse                        |              | Hortlax, Norrbotten |       | 65.142910, 21.493318 | 10017000500005 | Ladda upp en bild av detta fornminne      |
| Hortlax 60:1                  | Gravfält                    |              | Hortlax, Norrbotten |       | 65.067674, 21.535741 | 10017000600001 | Ladda upp en bild av detta fornminne      |
| Hortlax 65:1                  | Röse                        |              | Hortlax, Norrbotten |       | 65.101130, 21.476786 | 10017000650001 | Ladda upp en bild av detta fornminne      |
| Hortlax 66:1                  | Röse                        |              | Hortlax, Norrbotten |       | 65.121677, 21.507600 | 10017000660001 | Ladda upp en bild av detta fornminne      |
| Hortlax 66:2                  | Stensättning                |              | Hortlax, Norrbotten |       | 65.121741, 21.507335 | 10017000660002 | Ladda upp en bild av detta fornminne      |
| Hortlax 67:1                  | Röse                        |              | Hortlax, Norrbotten |       | 65.118865, 21.497254 | 10017000670001 | Ladda upp en bild av detta fornminne      |
| Hortlax 67:2                  | Röse                        |              | Hortlax, Norrbotten |       | 65.118931, 21.496905 | 10017000670002 | Ladda upp en bild av detta fornminne      |
| Hortlax 67:3                  | Röse                        |              | Hortlax, Norrbotten |       | 65.118794, 21.496471 | 10017000670003 | Ladda upp en bild av detta fornminne      |
| Hortlax 67:4                  | Röse                        |              | Hortlax, Norrbotten |       | 65.118623, 21.496734 | 10017000670004 | Ladda upp en bild av detta fornminne      |
| Hortlax 68:1                  | Röse                        |              | Hortlax, Norrbotten |       | 65.157927, 21.443886 | 10017000680001 | Ladda upp en bild av detta fornminne      |
| Hortlax 68:2                  | Röse                        |              | Hortlax, Norrbotten |       | 65.157722, 21.443846 | 10017000680002 | Ladda upp en bild av detta fornminne      |
| Hortlax 68:4                  | Röse                        |              | Hortlax, Norrbotten |       | 65.157667, 21.443622 | 10017000680004 | Ladda upp en bild av detta fornminne      |
| Hortlax 68:5                  | Röse                        |              | Hortlax, Norrbotten |       | 65.157364, 21.444310 | 10017000680005 | Ladda upp en bild av detta fornminne      |
| Hortlax 69:1                  | Stensättning                |              | Hortlax, Norrbotten |       | 65.159207, 21.440951 | 10017000690001 | Ladda upp en bild av detta fornminne      |
| Hortlax 69:2                  | Stensättning                |              | Hortlax, Norrbotten |       | 65.159080, 21.440969 | 10017000690002 | Ladda upp en bild av detta fornminne      |
| Hortlax 70:1                  | Röse                        |              | Hortlax, Norrbotten |       | 65.161150, 21.441417 | 10017000700001 | Ladda upp en bild av detta fornminne      |
| Hortlax 72:1                  | Röse                        |              | Hortlax, Norrbotten |       | 65.135969, 21.488094 | 10017000720001 | Ladda upp en bild av detta fornminne      |
| Hortlax 73:1                  | Stensättning                |              | Hortlax, Norrbotten |       | 65.129605, 21.511173 | 10017000730001 | Ladda upp en bild av detta fornminne      |
| Hortlax 74:1                  | Röse                        |              | Hortlax, Norrbotten |       | 65.129948, 21.508702 | 10017000740001 | Ladda upp en bild av detta fornminne      |
| Hortlax 75:1                  | Stensättning                |              | Hortlax, Norrbotten |       | 65.127412, 21.510139 | 10017000750001 | Ladda upp en bild av detta fornminne      |
| Hortlax 75:2                  | Röse                        |              | Hortlax, Norrbotten |       | 65.127278, 21.509876 | 10017000750002 | Ladda upp en bild av detta fornminne      |
| Hortlax 76:1                  | Stensättning                |              | Hortlax, Norrbotten |       | 65.127091, 21.511781 | 10017000760001 | Ladda upp en bild av detta fornminne      |
| Hortlax 76:2                  | Grav markerad av sten/block |              | Hortlax, Norrbotten |       | 65.126918, 21.511831 | 10017000760002 | Ladda upp en till bild av detta fornminne |
| Hortlax 77:1                  | Röse                        |              | Hortlax, Norrbotten |       | 65.127435, 21.508307 | 10017000770001 | Ladda upp en bild av detta fornminne      |
| Hortlax 82:1                  | Stensättning                |              | Hortlax, Norrbotten |       | 65.148111, 21.536433 | 10017000820001 | Ladda upp en bild av detta fornminne      |
| Hortlax 82:2                  | Röse                        |              | Hortlax, Norrbotten |       | 65.148183, 21.536897 | 10017000820002 | Ladda upp en bild av detta fornminne      |
| Hortlax 84:1                  | Gravfält                    |              | Hortlax, Norrbotten |       | 65.190180, 21.374060 | 10017000840001 | Ladda upp en bild av detta fornminne      |
| Hortlax 85:1                  | Stensättning                |              | Hortlax, Norrbotten |       | 65.239369, 21.427507 | 10017000850001 | Ladda upp en bild av detta fornminne      |
| Hortlax 85:2                  | Stensättning                |              | Hortlax, Norrbotten |       | 65.239330, 21.427799 | 10017000850002 | Ladda upp en bild av detta fornminne      |
| Hortlax 86:1                  | Röse                        |              | Hortlax, Norrbotten |       | 65.168581, 21.426170 | 10017000860001 | Ladda upp en bild av detta fornminne      |
| Hortlax 86:2                  | Röse                        |              | Hortlax, Norrbotten |       | 65.168474, 21.426149 | 10017000860002 | Ladda upp en bild av detta fornminne      |
| Hortlax 87:1                  | Grav- och boplatsområde     |              | Hortlax, Norrbotten |       | 65.167736, 21.429101 | 10017000870001 | Ladda upp en bild av detta fornminne      |
| Hortlax 88:1                  | Röse                        |              | Hortlax, Norrbotten |       | 65.207558, 21.388569 | 10017000880001 | Ladda upp en bild av detta fornminne      |
| Hortlax 88:2                  | Stensättning                |              | Hortlax, Norrbotten |       | 65.207573, 21.388873 | 10017000880002 | Ladda upp en bild av detta fornminne      |
| Hortlax 89:1                  | Stensättning                |              | Hortlax, Norrbotten |       | 65.205936, 21.390197 | 10017000890001 | Ladda upp en bild av detta fornminne      |
| Hortlax 91:1                  | Stensättning                |              | Hortlax, Norrbotten |       | 65.248711, 21.330928 | 10017000910001 | Ladda upp en bild av detta fornminne      |
| Hortlax 104:1                 | Röse                        |              | Hortlax, Norrbotten |       | 65.230719, 21.486625 | 10017001040001 | Ladda upp en bild av detta fornminne      |
| Hortlax 106:1                 | Lägenhetsbebyggelse         |              | Hortlax, Norrbotten |       | 65.220533, 21.534242 | 10017001060001 | Ladda upp en bild av detta fornminne      |
| Hortlax 112:1                 | Röse                        |              | Hortlax, Norrbotten |       | 65.159804, 21.562762 | 10017001120001 | Ladda upp en bild av detta fornminne      |
| Hortlax 117:1                 | Gravfält                    |              | Hortlax, Norrbotten |       | 65.190791, 21.422181 | 10017001170001 | Ladda upp en bild av detta fornminne      |
| Hortlax 118:1                 | Stensättning                |              | Hortlax, Norrbotten |       | 65.315088, 21.362441 | 10017001180001 | Ladda upp en bild av detta fornminne      |
| Lappgraven (Hortlax 119:1)    | Stensättning                |              | Hortlax, Norrbotten |       | 65.238694, 21.420288 | 10017001190001 | Ladda upp en bild av detta fornminne      |
| Hortlax 129:1                 | Stensättning                |              | Hortlax, Norrbotten |       | 65.228374, 21.289980 | 10017001290001 | Ladda upp en bild av detta fornminne      |
| Hortlax 129:2                 | Stensättning                |              | Hortlax, Norrbotten |       | 65.228572, 21.289746 | 10017001290002 | Ladda upp en bild av detta fornminne      |
| Hortlax 129:3                 | Stensättning                |              | Hortlax, Norrbotten |       | 65.228692, 21.289901 | 10017001290003 | Ladda upp en bild av detta fornminne      |
| Hortlax 130:1                 | Hällristning                |              | Hortlax, Norrbotten |       | 65.278311, 21.445202 | 10017001300001 | Ladda upp en bild av detta fornminne      |
| Hortlax 140:1                 | Fiskeläge                   |              | Hortlax, Norrbotten |       | 65.087281, 21.575940 | 10017001400001 | Ladda upp en bild av detta fornminne      |
| Hortlax 150:1                 | Fiskeläge                   |              | Hortlax, Norrbotten |       | 65.180062, 21.657673 | 10017001500001 | Ladda upp en bild av detta fornminne      |
| Hortlax 158:2                 | Stensättning                |              | Hortlax, Norrbotten |       | 65.197220, 21.389036 | 10017001580002 | Ladda upp en bild av detta fornminne      |
| Gammelbodarna (Hortlax 161:1) | Fäbod                       |              | Hortlax, Norrbotten |       | 65.192486, 21.379057 | 10017001610001 | Ladda upp en bild av detta fornminne      |
| Hortlax 169:1                 | Stensättning                |              | Hortlax, Norrbotten |       | 65.138966, 21.471361 | 10017001690001 | Ladda upp en bild av detta fornminne      |
| Hortlax 182:1                 | Stensättning                |              | Hortlax, Norrbotten |       | 65.149194, 21.409420 | 10017001820001 | Ladda upp en bild av detta fornminne      |
| Hortlax 191:4                 | Röse                        |              | Hortlax, Norrbotten |       | 65.066645, 21.545636 | 10017001910004 | Ladda upp en bild av detta fornminne      |
| Hortlax 195:1                 | Fiskeläge                   |              | Hortlax, Norrbotten |       | 65.147035, 21.841564 | 10017001950001 | Ladda upp en bild av detta fornminne      |
| Hortlax 213:1                 | Fiskeläge                   |              | Hortlax, Norrbotten |       | 65.207112, 21.589520 | 10017002130001 | Ladda upp en bild av detta fornminne      |
| Hortlax 214:1                 | Fiskeläge                   |              | Hortlax, Norrbotten |       | 65.140186, 21.589879 | 10017002140001 | Ladda upp en bild av detta fornminne      |
| Hortlax 217:1                 | Fiskeläge                   |              | Hortlax, Norrbotten |       | 65.218780, 21.589038 | 10017002170001 | Ladda upp en bild av detta fornminne      |
| Hortlax 279:1                 | Röse                        |              | Hortlax, Norrbotten |       | 65.259647, 21.229246 | 10017002790001 | Ladda upp en bild av detta fornminne      |
| Hortlax 306:1                 | Stensättning                |              | Hortlax, Norrbotten |       | 65.187894, 21.303840 | 10017003060001 | Ladda upp en bild av detta fornminne      |
| Hortlax 306:2                 | Stensättning                |              | Hortlax, Norrbotten |       | 65.187915, 21.303523 | 10017003060002 | Ladda upp en bild av detta fornminne      |
| Gammelbodarna (Hortlax 332:1) | Fäbod                       |              | Hortlax, Norrbotten |       | 65.243121, 21.200162 | 10017003320001 | Ladda upp en bild av detta fornminne      |
| Hortlax 351:1                 | Stensättning                |              | Hortlax, Norrbotten |       | 65.206494, 21.513746 | 10017003510001 | Ladda upp en bild av detta fornminne      |
| Hortlax 367:1                 | Röse                        |              | Hortlax, Norrbotten |       | 65.221730, 21.403341 | 10017003670001 | Ladda upp en bild av detta fornminne      |
| Hortlax 382:1                 | Stensättning                |              | Hortlax, Norrbotten |       | 65.252595, 21.461005 | 10017003820001 | Ladda upp en bild av detta fornminne      |
| Gammelbodarna (Hortlax 396:1) | Fäbod                       |              | Hortlax, Norrbotten |       | 65.194980, 21.382967 | 10017003960001 | Ladda upp en bild av detta fornminne      |
| Gammelbodarna (Hortlax 396:2) | Fäbod                       |              | Hortlax, Norrbotten |       | 65.195924, 21.383048 | 10017003960002 | Ladda upp en bild av detta fornminne      |
| Gammelbodarna (Hortlax 396:3) | Fäbod                       |              | Hortlax, Norrbotten |       | 65.196989, 21.382948 | 10017003960003 | Ladda upp en bild av detta fornminne      |

## Norrfjärden
| Namn                                | Lämningstyp  | Tillkomsttid | Historisk indelning     | Plats | Läge                 | ID-nr          | Bild                                 |
| ----------------------------------- | ------------ | ------------ | ----------------------- | ----- | -------------------- | -------------- | ------------------------------------ |
| Norrfjärden 28:1                    | Röse         |              | Norrfjärden, Norrbotten |       | 65.527326, 21.516712 | 10018700280001 | Ladda upp en bild av detta fornminne |
| Norrfjärden 35:1                    | Röse         |              | Norrfjärden, Norrbotten |       | 65.424408, 21.621650 | 10018700350001 | Ladda upp en bild av detta fornminne |
| Norrfjärden 35:6                    | Röse         |              | Norrfjärden, Norrbotten |       | 65.424777, 21.619217 | 10018700350006 | Ladda upp en bild av detta fornminne |
| Norrfjärden 46:1                    | Röse         |              | Norrfjärden, Norrbotten |       | 65.458498, 21.545627 | 10018700460001 | Ladda upp en bild av detta fornminne |
| Norrfjärden 46:3                    | Röse         |              | Norrfjärden, Norrbotten |       | 65.458201, 21.544533 | 10018700460003 | Ladda upp en bild av detta fornminne |
| Norrfjärden 54:1                    | Fäbod        |              | Norrfjärden, Norrbotten |       | 65.405525, 21.414997 | 10018700540001 | Ladda upp en bild av detta fornminne |
| Norrfjärden 57:1                    | Röse         |              | Norrfjärden, Norrbotten |       | 65.431637, 21.670713 | 10018700570001 | Ladda upp en bild av detta fornminne |
| Storsandbovallen (Norrfjärden 93:1) | Fäbod        |              | Norrfjärden, Norrbotten |       | 65.482610, 21.451559 | 10018700930001 | Ladda upp en bild av detta fornminne |
| Norrfjärden 111:1                   | Fiskeläge    |              | Norrfjärden, Norrbotten |       | 65.406787, 21.761661 | 10018701110001 | Ladda upp en bild av detta fornminne |
| Norrfjärden 113:1                   | Fiskeläge    |              | Norrfjärden, Norrbotten |       | 65.402837, 21.749183 | 10018701130001 | Ladda upp en bild av detta fornminne |
| Norrfjärden 120:1                   | Fiskeläge    |              | Norrfjärden, Norrbotten |       | 65.361296, 21.768722 | 10018701200001 | Ladda upp en bild av detta fornminne |
| Norrfjärden 121:1                   | Fiskeläge    |              | Norrfjärden, Norrbotten |       | 65.358725, 21.776246 | 10018701210001 | Ladda upp en bild av detta fornminne |
| Norrfjärden 123:1                   | Fiskeläge    |              | Norrfjärden, Norrbotten |       | 65.349722, 21.823824 | 10018701230001 | Ladda upp en bild av detta fornminne |
| Norrfjärden 124:1                   | Fäbod        |              | Norrfjärden, Norrbotten |       | 65.410700, 21.896145 | 10018701240001 | Ladda upp en bild av detta fornminne |
| Norrfjärden 128:1                   | Fiskeläge    |              | Norrfjärden, Norrbotten |       | 65.380442, 21.688850 | 10018701280001 | Ladda upp en bild av detta fornminne |
| Norrfjärden 133:1                   | Röse         |              | Norrfjärden, Norrbotten |       | 65.389610, 21.673761 | 10018701330001 | Ladda upp en bild av detta fornminne |
| Bodvallen (Norrfjärden 150:1)       | Fäbod        |              | Norrfjärden, Norrbotten |       | 65.416344, 21.429109 | 10018701500001 | Ladda upp en bild av detta fornminne |
| Norrfjärden 208:1                   | Stensättning |              | Norrfjärden, Norrbotten |       | 65.416469, 21.715584 | 10018702080001 | Ladda upp en bild av detta fornminne |
| Norrfjärden 225:1                   | Röse         |              | Norrfjärden, Norrbotten |       | 65.456845, 21.668899 | 10018702250001 | Ladda upp en bild av detta fornminne |
| Norrfjärden 237:1                   | Stensättning |              | Norrfjärden, Norrbotten |       | 65.423661, 21.623817 | 10018702370001 | Ladda upp en bild av detta fornminne |
| Norrfjärden 298:1                   | Stensättning |              | Norrfjärden, Norrbotten |       | 65.525747, 21.552688 | 10018702980001 | Ladda upp en bild av detta fornminne |
| Norrfjärden 305:1                   | Fiskeläge    |              | Norrfjärden, Norrbotten |       | 65.347875, 21.886233 | 10018703050001 | Ladda upp en bild av detta fornminne |
| Norrfjärden 307:1                   | Fiskeläge    |              | Norrfjärden, Norrbotten |       | 65.349946, 21.875693 | 10018703070001 | Ladda upp en bild av detta fornminne |
| Norrfjärden 309:1                   | Fiskeläge    |              | Norrfjärden, Norrbotten |       | 65.379481, 21.837406 | 10018703090001 | Ladda upp en bild av detta fornminne |
| Gammelhusudden (Norrfjärden 310:1)  | Fiskeläge    |              | Norrfjärden, Norrbotten |       | 65.382262, 21.832085 | 10018703100001 | Ladda upp en bild av detta fornminne |

## Piteå socken
| Namn                                          | Lämningstyp             | Tillkomsttid | Historisk indelning      | Plats | Läge                 | ID-nr          | Bild                                 |
| --------------------------------------------- | ----------------------- | ------------ | ------------------------ | ----- | -------------------- | -------------- | ------------------------------------ |
| Piteå socken 1:1                              | Gravfält                |              | Piteå socken, Norrbotten |       | 65.316545, 21.280122 | 10019500010001 | Ladda upp en bild av detta fornminne |
| Piteå socken 3:1                              | Röse                    |              | Piteå socken, Norrbotten |       | 65.305951, 21.209718 | 10019500030001 | Ladda upp en bild av detta fornminne |
| Piteå socken 3:2                              | Stensättning            |              | Piteå socken, Norrbotten |       | 65.305823, 21.209806 | 10019500030002 | Ladda upp en bild av detta fornminne |
| Remmen (Piteå socken 8:1)                     | Fäbod                   |              | Piteå socken, Norrbotten |       | 65.290663, 21.112810 | 10019500080001 | Ladda upp en bild av detta fornminne |
| Ryssgraven (Piteå socken 11:1)                | Stensättning            |              | Piteå socken, Norrbotten |       | 65.357812, 21.233269 | 10019500110001 | Ladda upp en bild av detta fornminne |
| Piteå socken 15:1                             | Minnesmärke             |              | Piteå socken, Norrbotten |       | 65.241027, 21.522872 | 10019500150001 | Ladda upp en bild av detta fornminne |
| Piteå socken 25:1                             | Röse                    |              | Piteå socken, Norrbotten |       | 65.319009, 21.186423 | 10019500250001 | Ladda upp en bild av detta fornminne |
| Piteå socken 27:1                             | Stensättning            |              | Piteå socken, Norrbotten |       | 65.467550, 21.191867 | 10019500270001 | Ladda upp en bild av detta fornminne |
| Piteå socken 27:2                             | Stensättning            |              | Piteå socken, Norrbotten |       | 65.467357, 21.192736 | 10019500270002 | Ladda upp en bild av detta fornminne |
| Piteå socken 27:3                             | Stensättning            |              | Piteå socken, Norrbotten |       | 65.467357, 21.192995 | 10019500270003 | Ladda upp en bild av detta fornminne |
| Piteå socken 27:4                             | Stensättning            |              | Piteå socken, Norrbotten |       | 65.467313, 21.193224 | 10019500270004 | Ladda upp en bild av detta fornminne |
| Piteå socken 34:1                             | Minnesmärke             |              | Piteå socken, Norrbotten |       | 65.383938, 21.314502 | 10019500340001 | Ladda upp en bild av detta fornminne |
| Piteå socken 43:1                             | Husgrund, historisk tid |              | Piteå socken, Norrbotten |       | 65.468861, 21.205325 | 10019500430001 | Ladda upp en bild av detta fornminne |
| Kungsstenen, Minnesstenen (Piteå socken 53:1) | Minnesmärke             |              | Piteå socken, Norrbotten |       | 65.345466, 21.396307 | 10019500530001 | Ladda upp en bild av detta fornminne |
| Gamla Bodvallen (Piteå socken 58:1)           | Fäbod                   |              | Piteå socken, Norrbotten |       | 65.266396, 21.194039 | 10019500580001 | Ladda upp en bild av detta fornminne |
| Piteå socken 143:1                            | Stensättning            |              | Piteå socken, Norrbotten |       | 65.303409, 21.299671 | 10019501430001 | Ladda upp en bild av detta fornminne |
| Piteå socken 192:1                            | Fäbod                   |              | Piteå socken, Norrbotten |       | 65.399320, 21.359058 | 10019501920001 | Ladda upp en bild av detta fornminne |
| Piteå socken 196:1                            | Fäbod                   |              | Piteå socken, Norrbotten |       | 65.271793, 21.184206 | 10019501960001 | Ladda upp en bild av detta fornminne |
| Piteå socken 201:1                            | Minnesmärke             |              | Piteå socken, Norrbotten |       | 65.485740, 20.503579 | 10019502010001 | Ladda upp en bild av detta fornminne |
| Piteå socken 357:1                            | Hällristning            |              | Piteå socken, Norrbotten |       | 65.346029, 21.203274 | 10019503570001 | Ladda upp en bild av detta fornminne |
| Bodgården (Piteå socken 550:1)                | Fäbod                   |              | Piteå socken, Norrbotten |       | 65.535848, 21.141560 | 10019505500001 | Ladda upp en bild av detta fornminne |
| Sjulsbodarna (Piteå socken 1041:1)            | Fäbod                   |              | Piteå socken, Norrbotten |       | 65.436212, 21.095538 | 10019510410001 | Ladda upp en bild av detta fornminne |
| Svarttobodarna (Piteå socken 1138:1)          | Fäbod                   |              | Piteå socken, Norrbotten |       | 65.365350, 21.084294 | 10019511380001 | Ladda upp en bild av detta fornminne |
| Piteå socken 1276:1                           | Fäbod                   |              | Piteå socken, Norrbotten |       | 65.402816, 21.106612 | 10019512760001 | Ladda upp en bild av detta fornminne |
| Piteå socken 1283:1                           | Stensättning            |              | Piteå socken, Norrbotten |       | 65.403932, 21.048909 | 10019512830001 | Ladda upp en bild av detta fornminne |
| Piteå socken 1483                             | Fäbod                   |              | Piteå socken, Norrbotten |       | 65.341830, 21.147720 | 12000000069337 | Ladda upp en bild av detta fornminne |
| Piteå socken 1489                             | Begravningsplats        |              | Piteå socken, Norrbotten |       | 65.355928, 21.375317 | 12000000108570 | Ladda upp en bild av detta fornminne |
| Piteå socken 1492                             | Husgrund, historisk tid |              | Piteå socken, Norrbotten |       | 65.470157, 20.374201 | 12000000129578 | Ladda upp en bild av detta fornminne |

## Piteå stad
| Namn                              | Lämningstyp                      | Tillkomsttid | Historisk indelning    | Plats | Läge                 | ID-nr          | Bild                                 |
| --------------------------------- | -------------------------------- | ------------ | ---------------------- | ----- | -------------------- | -------------- | ------------------------------------ |
| Piteå socken 31:1                 | Fiskeläge                        |              | Piteå stad, Norrbotten |       | 65.185170, 21.938461 | 10019500310001 | Ladda upp en bild av detta fornminne |
| Piteå socken 31:2                 | Stensättning                     |              | Piteå stad, Norrbotten |       | 65.184348, 21.944466 | 10019500310002 | Ladda upp en bild av detta fornminne |
| Nummerhällen (Piteå socken 49:1)  | Ristning, medeltid/historisk tid |              | Piteå stad, Norrbotten |       | 65.181657, 21.945550 | 10019500490001 | Ladda upp en bild av detta fornminne |
| Piteå socken 309:1                | Fiskeläge                        |              | Piteå stad, Norrbotten |       | 65.127670, 21.715362 | 10019503090001 | Ladda upp en bild av detta fornminne |
| Piteå socken 312:1                | Fiskeläge                        |              | Piteå stad, Norrbotten |       | 65.135520, 21.674802 | 10019503120001 | Ladda upp en bild av detta fornminne |
| Gammelhamnen (Piteå socken 317:1) | Fiskeläge                        |              | Piteå stad, Norrbotten |       | 65.192170, 21.887564 | 10019503170001 | Ladda upp en bild av detta fornminne |
| Piteå socken 509:1                | Fiskeläge                        |              | Piteå stad, Norrbotten |       | 65.183320, 21.949874 | 10019505090001 | Ladda upp en bild av detta fornminne |
| Piteå socken 510:1                | Fiskeläge                        |              | Piteå stad, Norrbotten |       | 65.182566, 21.947793 | 10019505100001 | Ladda upp en bild av detta fornminne |